# Laurèntum

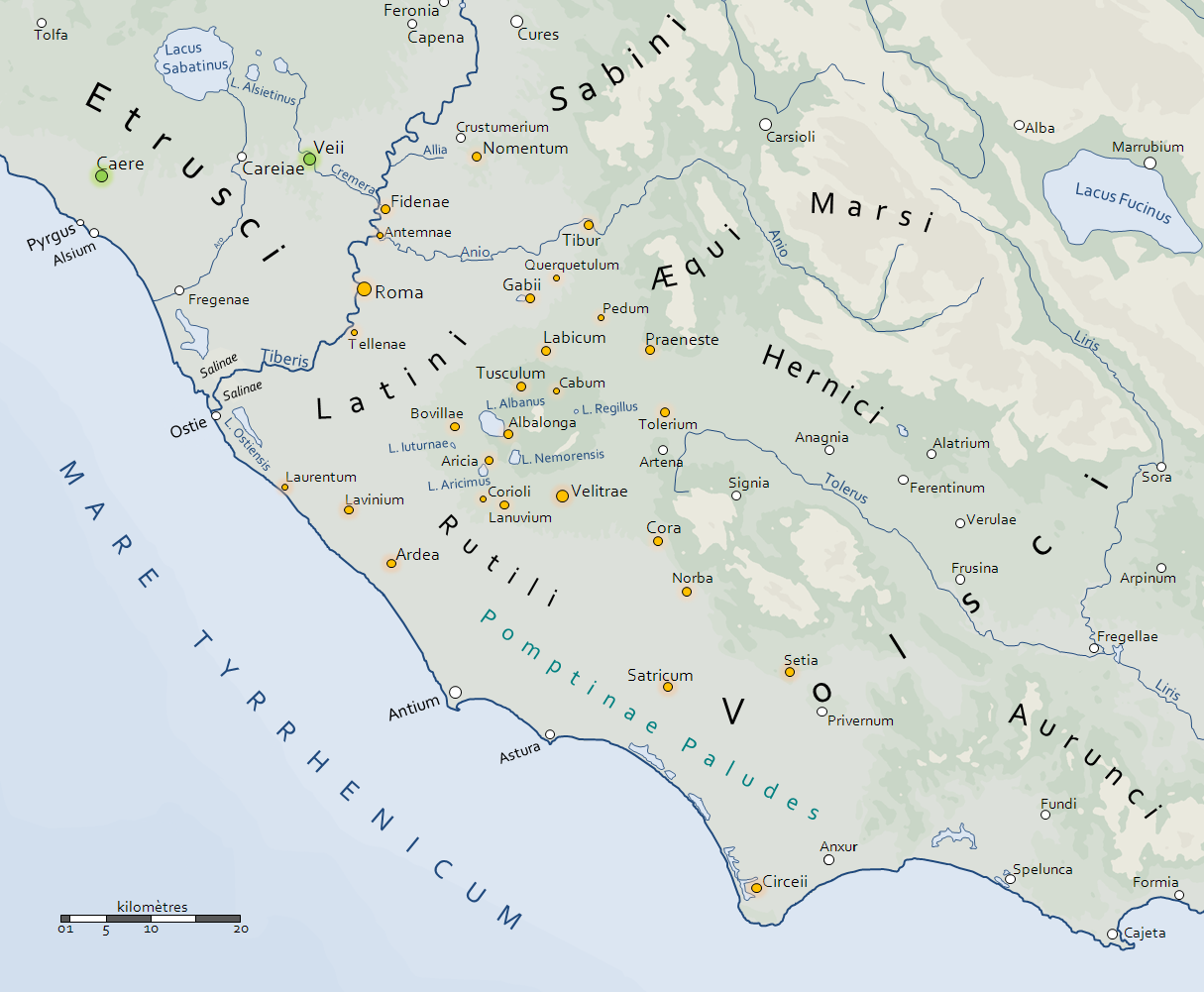
Laurèntum i Lavínium al mapa del Latium vetus, a baix a l'esquerra.

Laurèntum (Λαύρεντον) fou una antiga ciutat del Latium situada a uns 23 km de Roma, molt propera a la costa, entre Òstia i Lavinium. Era segons la llegenda la capital del Latium i residència del rei Latinus quan va arribar Enees el troià i va fundar una colònia que es va dir Lavinium i fou la nova capital.

## Etimologia
El seu nom deriva dels llorers (en llatí laurus), una planta arbustiva que creixia en abundància per aquell territori i també els arbres del mateix nom. Al qui era originari de Laurèntum li deien a l'antiga Roma Laurenci, d'on deriven també els noms de Llorenç i Laura. També es poden trobar noms propis derivats d'aquesta planta en altres idiomes: Lorenzo (en castellà), Lauro i Lorenzo(en italià), Laurent (en francès), Laurențiu (en romanès), Lourenço (en portuguès).

## El mite
Segons el mite, Laurèntum fou fundada per Picus, un antic rei d'Alba Longa. Després hi va regnar per 35 anys Latinus, rei mític del Latium, fill de Faune i d'una nimfa local coneguda com a Marica Laurentia. Aquest rei era també descendent de Saturn, es va casar amb una dona anomenada Amata i va ser pare de Lavínia.
El poeta Virgili narra que en aquesta ciutat s'hi van establir una colla de troians que anaven guiats per Enees després d'haver desembarcat a la costa del Latium l'any 1182 aC i d'haver estat acollits pel rei Latinus. Latinus volia que Enees es casés amb la seva filla Lavínia, però ja havia estat promesa a Turnus rei dels rútuls. Durant la guerra que es va desencadenar entre els rútuls i els troians la ciutat de Laurèntum va ser abandonada o bé molt destruïda, i els seus habitants van ser transferits a una nova ciutat que van anomenar Lavinium.
Titus Livi situa el territori de Laurèntum al mític lloc proper a la costa on Enees va desembarcar.

## Història
La ciutat fou membre de la Lliga Llatina, però en bons termes amb Roma a la qual ja era aliada en el tractat del 509 aC entre Roma i Cartago. Dionís diu que alguns membres de la família dels Tarquinis es van retirar a Laurèntum després de l'enderrocament de la monarquia a Roma. El 496 aC torna a aparèixer com a membre de la Lliga. A la gran guerra llatina del 340 aC els laurentins foren els únics (hi ha el dubte amb Lavinium per la seva possible confusió amb Lanúvium) que no van participar en la guerra i el tractat d'amistat amb Roma es va prorrogar sense interrupció i en les mateixes condicions cada any al dia desè de les Feriae Latinae. Fins al temps de l'Imperi va romandre com un estat independent aliat en igualtat amb Roma.
Va anar decaient i fou cada cop una ciutat més petita que al segle ii fou unida a Lavínium en una comunitat anomenada Lauro-Lavínium.
La ciutat encara existia amb el mateix nom al segle viii segons documents eclesiàstics, però després desaparegué. El seu territori (Ager Laurens) era gran i arribava fins al riu Numicius, però era boscós i pantanós (el bosc era anomenat Silva Laurentina).
La seva situació és entre Òstia i Practica, generalment es pensa que seria a Torre de Paternò únic lloc on s'han trobat unes antigues ruïnes.
La via que portava de Roma a Laurèntum es deia Via Laurentina i era una branca de la via Ostiense.
Laurèntum fou la seu originària dels Penats abans que fossin transferits a Lavinium.